# オスカル・ハビエル・ゴンサレス・マルコス
オスカル・ハビエル・ゴンサレス・マルコス（Óscar Javier González Marcos, 1982年11月12日 - ）はスペイン・サラマンカ出身のサッカー選手。ポジションはミッドフィールダー。

## 経歴
レアル・バリャドリードの下部組織出身であり、2001年10月7日、UDラス・パルマス戦(1-0)でトップチームデビューした。2002-03シーズンは序盤戦からレギュラーポジションを獲得し、2003-04シーズンは最終的にセグンダ・ディビシオン（2部）降格となったが、チームトップの10得点を挙げた。
2004年夏、レアル・サラゴサに移籍。2004-05シーズンはCAオサスナ戦(2-2)で2得点を挙げるなどし、出場機会こそ減ったものの6得点を挙げた。サラゴサではレギュラーか準レギュラーという立場であった。2007-08シーズン終了後にサラゴサがセグンダ・ディビシオン降格となると、スペイン人のエルネスト・バルベルデ監督が率いるギリシャ・スーパーリーグのオリンピアコスFCと3年契約を結んだ。調子に波があったものの、2シーズンで68試合に出場して9得点を挙げた。2008-09シーズンには国内リーグと国内カップの2冠を達成し、同シーズンのUEFAカップ決勝トーナメント1回戦・ASサンテティエンヌ戦(1-2)では欧州カップ戦で初となる得点を挙げた。2010年9月1日にオリンピアコスとの契約を解除すると、その後すぐ、セグンダ・ディビシオンに所属していた古巣バリャドリードと契約した。

## タイトル
- レアル・サラゴサ

スーペルコパ・デ・エスパーニャ: 2004
- オリンピアコスFC

ギリシャ・スーパーリーグ: 2008–09
ギリシャ・カップ: 2008–09